# Romà Forns

Pokalsieger 1928 FC Barcelona: Forns (Trainer), Mas, Castillo, Llorens, Emil Walter, Guzmán, Carulla und Plattkó. Vorne: Piera, Sastre, Samitier, Arocha und Sagi.

Romà Forns (* 1885/1886; † 26. April 1942) war ein spanischer Fußballspieler und -trainer.

## Karriere
In seiner aktiven Zeit als Fußballspieler war er von 1904 bis 1913 Stürmer beim FC Barcelona. Dabei spielte Forns an der Seite von Spielern wie Francisco Bru, Paulino Alcántara oder Jack Greenwell und gewann insgesamt fünf katalanische Meisterschaften und ein Mal den spanischen Pokal mit Barcelona.
Außerdem bestritt Forns zwischen 1910 und 1912 mindestens vier Spiele für die katalanische Fußballauswahl. Am 12. Dezember 1912 wirkte er bei Kataloniens ersten Spiel gegen ein ausländisches Team, beim 0:7 gegen Frankreich, mit.
Bevor er 1927 zum ersten spanischen Coach des FC Barcelona wurde, war er Mitglied des Vorstands des FC Barcelona bis Dezember 1926. Bei Barcelona trainierte Forns unter anderem Josep Samitier und Ferenc Plattkó. 1928 gewann er mit Barcelona den spanischen Pokal und die katalanische Meisterschaft. Im März 1929 musste der Präsident des FC Barcelona, Arcadi Balaguer, zurücktreten. Das hatte zur Folge, dass auch Forns als Trainer gehen musste. Er wurde effektiv ab dem siebten von 18 Spieltagen – Barcelona lag da mit fünf Punkten Rückstand auf den Ersten auf Platz acht – durch James Bellamy ersetzt, blieb aber weiterhin Assistenzcoach des FC Barcelona. So konnte er mithelfen, den FC Barcelona zur ersten ausgetragenen spanischen Meisterschaft in der Saison 1929 zu führen.

## Erfolge
Spieler:
- Copa del Rey: 1910
- Katalanische Meisterschaft: 1905, 1909, 1910, 1911, 1913

Trainer:
- Copa del Rey: 1928
- Katalanische Meisterschaft: 1928